# Maylandia barlowi
Maylandia barlowi és una espècie de peix de la família dels cíclids i de l'ordre dels perciformes.

## Descripció
El cos fa 8,1 cm de llargària màxima i presenta un color taronja, amb l'aleta dorsal groga i blava. La femella té la mateixa forma corporal que el mascle, però és marró amb l'aleta dorsal també groga i blava. 17-20 espines i 8-10 radis tous a l'aleta dorsal i 13-14 radis tous a l'anal. Ulls grans.

## Reproducció
És un incubador bucal, els ous es desclouen al cap de 21 dies i la femella dona a llum alevins molt petits. En captivitat pot produir híbrids amb Maylandia lombardoi.

## Alimentació
Menja plàncton a les aigúes obertes, algues i invertebrats adherits a les roques. El seu nivell tròfic és de 2,69.

## Hàbitat i distribució geogràfica
És un peix d'aigua dolça, demersal (entre 12 i 15 m de fondària) i de clima tropical (24 °C-26 °C; 13°S-14°S), el qual viu a l'Àfrica oriental: és un endemisme de les àrees riques en sediments de les illes Maleri al sud del llac Malawi (Malawi).

## Costums
Els mascles són territorials i es mantenen a prop de les roques, mentre que les femelles es troben a més altura de la columna d'aigua menjant plàncton. A més, els mascles són territorials durant tot l'any i el seu territori es compon d'un túnel excavat a sota d'una roca a la sorra, on té lloc la fressa.

## Estat de conservació
Les seues principals amenaces són la sedimentació, la sobrepesca i les captures amb destinació al comerç internacional de peixos d'aquari.

## Observacions
És inofensiu per als humans. El mascle és bastant agressiu protegint el seu territori dels intrusos.